# Iasos (syn Likurga)
Iasos lub Jazos – syn Likurga, króla Tegei. Postać z mitologii greckiej.
Iasos był synem Likurga, króla Tegei i Kleofyle (lub Euronyme). Miał trzech braci Ankajosa, Epochosa i Amfidamasa. Iasos miał z Klymene, córką Minyasa, króla Orchomenos, córkę Atalantę. Ponieważ chciał mieć tylko synów, rozczarowany narodzeniem się dziewczynki, porzucił ją na górze Partenion.